# Bothriocera
Bothriocera är ett släkte av insekter. Bothriocera ingår i familjen kilstritar.

## Dottertaxa tillBothriocera, i alfabetisk ordning[1]
- Bothriocera alba
- Bothriocera basalis
- Bothriocera bicornis
- Bothriocera boliviensis
- Bothriocera caca
- Bothriocera cognita
- Bothriocera cotiso
- Bothriocera cyanea
- Bothriocera daedala
- Bothriocera dampfi
- Bothriocera datuna
- Bothriocera diploneura
- Bothriocera drakei
- Bothriocera eborea
- Bothriocera excelsa
- Bothriocera fasciola
- Bothriocera ferruginea
- Bothriocera furcata
- Bothriocera haitiana
- Bothriocera hastata
- Bothriocera hispaniolae
- Bothriocera knulli
- Bothriocera latens
- Bothriocera longistyla
- Bothriocera lua
- Bothriocera maculata
- Bothriocera metcalfi
- Bothriocera nysa
- Bothriocera omani
- Bothriocera pachyneura
- Bothriocera parvula
- Bothriocera pellucida
- Bothriocera phantasma
- Bothriocera regalis
- Bothriocera riparia
- Bothriocera signoreti
- Bothriocera tex
- Bothriocera tinealis
- Bothriocera transversa
- Bothriocera turcafa
- Bothriocera undata
- Bothriocera venosa
- Bothriocera westwoodi